# Генок Теклаб
Генок Теклаб (нім. Henok Teklab; нар. 16 листопада 1998, Франкфурт-на-Майні) — німецький футболіст еритрейського походження, нападник бельгійського клубу «Уніон Сент-Жілуаз». Виступав також за низку німецьких клубів. Володар Кубка Бельгії та Суперкубка Бельгії.

## Ігрова кар'єра
Генок Теклаб народився 1998 року в місті Франкфурт-на-Майні, та є вихованцем юнацьких команд футбольних клубів «Рот-Вайс» (Франкфурт) та «Германія» (Швангайм). У 2017 році дебютував у головній команді клубу «Германія» (Швангайм). У 2017—2018 роках футболіст грав у складі клубу «Рот-Вайс» (Франкфурт). У 2018—2019 роках Теклаб грав у складі клубу «Гессен Драєх», а в 2019—2020 роках у складі клубу «Гінсгайм». З 2020 до 2021 року німецький еритреєць грав у складі клубу «Байерн Альценау». З 2021 до 2023 року футболіст грав у складі клубу «Пройсен Мюнстер».
З 2023 року Генок Теклаб грає в складі бельгійського клубу «Уніон Сент-Жілуаз». У складі команди футболіст став володарем Кубка Бельгії та Суперкубка Бельгії.

## Титули і досягнення
- Володар Кубка Бельгії (1):

«Юніон Сент-Жилуаз»: 2023–2024
- Володар Суперкубка Бельгії (1):

«Юніон Сент-Жилуаз»: 2024
- Чемпіон Бельгії (1):

«Юніон Сент-Жилуаз»: 2024–2025